# Veiled Aristocrats
Veiled Aristocrats est un film américain pré-Code écrit, réalisé et produit par Oscar Micheaux, sorti en 1932.

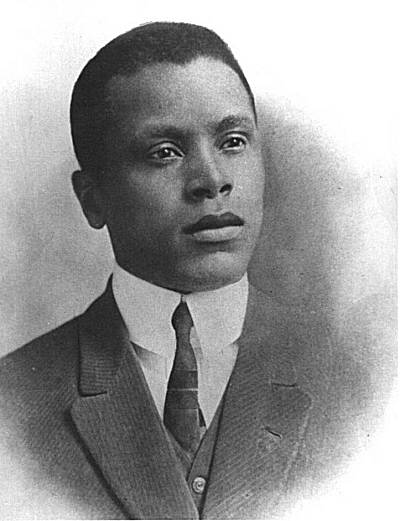
Oscar Micheaux.

C'est le remake sonore du film The House Behind the Cedars sorti en 1927, lui-même adapté d'un roman de Charles W. Chesnutt. Le sujet du film est l'usurpation raciale ou « passing », terme utilisé pour désigner une personne de couleur ou d'origine multiraciale assimilée à la majorité blanche.

## Synopsis
John Walden, un avocat afro-américain à la peau claire, revient auprès de sa famille en Caroline du Nord après avoir été absent pendant 20 ans. Walden s'est fait passer pour blanc et a réussi. Il découvre les problèmes de sa famille : sa mère tente de dissuader sa sœur Rena, elle aussi à la peau claire, de s'engager dans une relation amoureuse avec Frank Fowler, un homme d'affaires afro-américain à la peau foncée. Avec la bénédiction de sa mère, Walden suggère à Rena d'abandonner Fowler et de déménager avec lui dans une autre partie de la ville, où elle pourrait passer pour blanche.

## Fiche technique
- Réalisation : Oscar Micheaux
- Scénario : Oscar Micheaux
- Producteur : Oscar Micheaux
- Date de sortie : 16 mai 1932

## Distribution
- Lawrence Chenault
- Carl Mahon : Frank Fowler[1]
- Lorenzo Tucker
- Laura Bowman